# Charles-Édouard Bouée
Pour les articles homonymes, voir Bouée (homonymie).
Charles-Édouard Bouée, né le 17 mai 1969, est un homme d'affaires français. Il est cogérant d’Adagia Partners, un fonds de private equity spécialisé dans la santé, les services B-to-B et la tech qu’il a cofondé avec Nicolas Holzman et Sylvain Berger-Duquene.    
Il est aussi cofondateur, avec Antoine Blondeau, de la plateforme Artificial Intelligence Quartermaster (AIQ), qui comprend, notamment, Alpha Intelligence Capital (AIC), l'un des premiers fonds de capital-risque deep tech mondiaux spécialisés dans l'intelligence artificielle.  
Il a été président-directeur général du cabinet de conseil Roland Berger du 28 juin 2014 au 10 septembre 2019 , après avoir annoncé sa démission le 7 juin,. Il reste Conseiller Stratégique du cabinet de conseil,.   

## Biographie

### Études
Il obtient son baccalauréat au lycée Saint-Louis-de-Gonzague, à Paris, puis étudie en classes préparatoires au lycée privé Sainte-Geneviève de Versailles,. Il est diplômé de l'École centrale Paris (promotion 1991), diplômé en droit de l'université Paris-Sud, et titulaire d'un MBA de la Harvard Business School (promotion 1995).

### Carrière
Charles-Édouard Bouée commence sa carrière en fusion-acquisition à la Société générale à Paris puis à Londres. Il travaille ensuite de 1994 à 1997 chez Booz Allen et Hamilton en tant qu'associé. De 1997 à 2001 il rejoint le cabinet de conseil américain A.T. Kearney où il occupera les fonctions de Vice-Président pendant quatre ans. 
Il rejoint Roland Berger en 2001, en tant que Senior Partner au bureau de Paris, où il dirige les centres de compétences « Services financiers » et « Energie » . Il est à partir de 2006, responsable des activités du groupe en Chine, puis en 2009, il est nommé président Asie du groupe. Il devient membre du comité exécutif de Roland Berger en 2010 où il prend la responsabilité de la France, de la Belgique, de l’Italie, de l’Espagne et du Maroc. En juillet 2013, il est nommé Chief Operating Officier (COO) (directeur des opérations), puis en juin 2014 est élu CEO (président-directeur général) du groupe) . En juin 2018, il est réélu à la tête de Roland Berger par ses associés pour un mandat de 4 ans, après avoir transformé le cabinet et l’avoir amené à une année record  quant au chiffre d’affaires,,. Il démissionne de son poste le 7 juin 2019,.  
Au cours de ses 20 ans dans le secteur du conseil, il est devenu un expert chevronné des projets de stratégie et de réorganisation à grande échelle, ainsi que de l'amélioration de la performance. Il est spécialisé dans l’innovation disruptive, les nouvelles technologies et la transformation numérique, et a développé une expertise particulière en intelligence artificielle et en science des algorithmes.[réf. nécessaire]
Par ailleurs, c’est un grand connaisseur de l’investissement dans l’économie réelle : dès 2016, alors qu’il était encore CEO de Roland Berger, il avait initié et cofondé B & Capital, fonds indépendant dédié à l’accompagnement des PME françaises, et levé plus de 200 millions d’euros,auprès d’investisseurs institutionnels tels que Bpifrance et Ardian, de family offices et d’investisseurs privés. Il est également conseiller stratégique (Advisor) du fonds de capital-risque Balderton Capital depuis 2017. 
Enfin, ses années passées à Shanghai lui ont permis de devenir un expert des marchés asiatiques et ses réflexions sont souvent citées par la presse. Il a reçu en 2012, des mains du maire de Shanghai, le « Magnolia d'or ».

## Autres activités
Charles-Édouard Bouée est engagé au sein de différentes organisations professionnelles et de la société civile aussi bien en Europe qu’en Chine ou aux États-Unis, par exemple au sein du Global Artificial Intelligence Council du  World Economic Forum depuis juin 2019 , et de la China Europe International Business School. Il a été membre de l'Alumni Board de la Harvard Business School de 2015 à 2019, ainsi que de l'Advisory Council de la Cheung Kong Graduate School of Business (CKGSB). Il a aussi été membre, de 2017 à 2021, du conseil consultatif de la Fondation BMW (de) "Refocusing Europe". 
Il a écrit de nombreux ouvrages sur le management, la Chine et l’Intelligence artificielle qui font référence dans les milieux économiques et internationaux. Charles-Edouard Bouée est interviewé régulièrement dans les media et est consulté en sa qualité d’expert sur ces sujets,,,,. Il est aussi un contributeur régulier et commentateur de l’économie mondiale pour le journal Les Echos.

## Mandats
- Co-président du cercle de réflexion Positive AI Economic Futures project, Global AI Council,  World Economic Forum depuis juin 2019[24].

- Membre du Conseil consultatif international de la China Europe International Business School depuis avril 2018[33].

- Conseiller du Commerce extérieur de la France pour Hong Kong depuis 2018[34].

- Ancien membre du conseil d’administration du bureau de Shanghai de la Chambre de Commerce UE-Chine[35].

## Décorations
- Chevalier de la Légion d'honneur (2017)[36]

- Magnolia d’or de la ville de Shanghai (2012)[35]

## Ouvrages
- China's Management Revolution – Spirit, Land, Energy, Éditions Palgrave Macmillan , 2011[37]
- Light Footprint Management: Leadership in Times of Change , Éditions Bloomsbury , 2013[38] - un guide à l'attention des dirigeants d’entreprise pour relever les défis toujours croissants d’un monde de plus en plus incertain, en matière d'économie comme de géopolitique.
- Comment la Chine a changé le monde, Éditions Dialogues, 2013[39]
- Confucius et les automates, Grasset, 2014[40]
- La chute de l'Empire humain: Mémoires d'un robot, Grasset, 2017[41]
- Re-entrepreneuring: How Organizations Can Reignite Their Entrepreneurial Spirit, Bloomsbury, 2018 [42]
- The Fall of the Human Empire, Memoirs of a Robot, Éditions Bloomsbury, 2019, (traduction anglaise de "La Chute de l’empire Humain") [43]
- L’ère des nouveaux Titans : Le capitalisme en apesanteur, Grasset, 2020 [44]